# Balduinbrunnen
Der Balduinbrunnen (auch: Balduinsbrunnen) ist ein Brunnen in der rheinland-pfälzischen Stadt Trier (Mosel) am Beginn der Balduinstraße im Stadtteil Mitte. Der Brunnen ist ein Denkmal zur Erinnerung an  Balduin von Luxemburg, der von 1307 bis 1354 Erzbischof von Trier und einer der Kurfürsten im Heiligen Römischen Reich Deutscher Nation war. Es ist ein städtebaulich dominantes Bauwerk, dessen Standort im Schnittpunkt von Christophstraße und Balduinstraße im Nordosten des Alleenrings ursprünglich für das Kaiser-Wilhelm-Denkmal vorgesehen war, das bereits am 15. Mai 1893 auf dem Domfreihof errichtet wurde. Die Entfernung des Brunnens zum Trierer Hauptbahnhof beträgt etwa 200 Meter.

## Geschichte

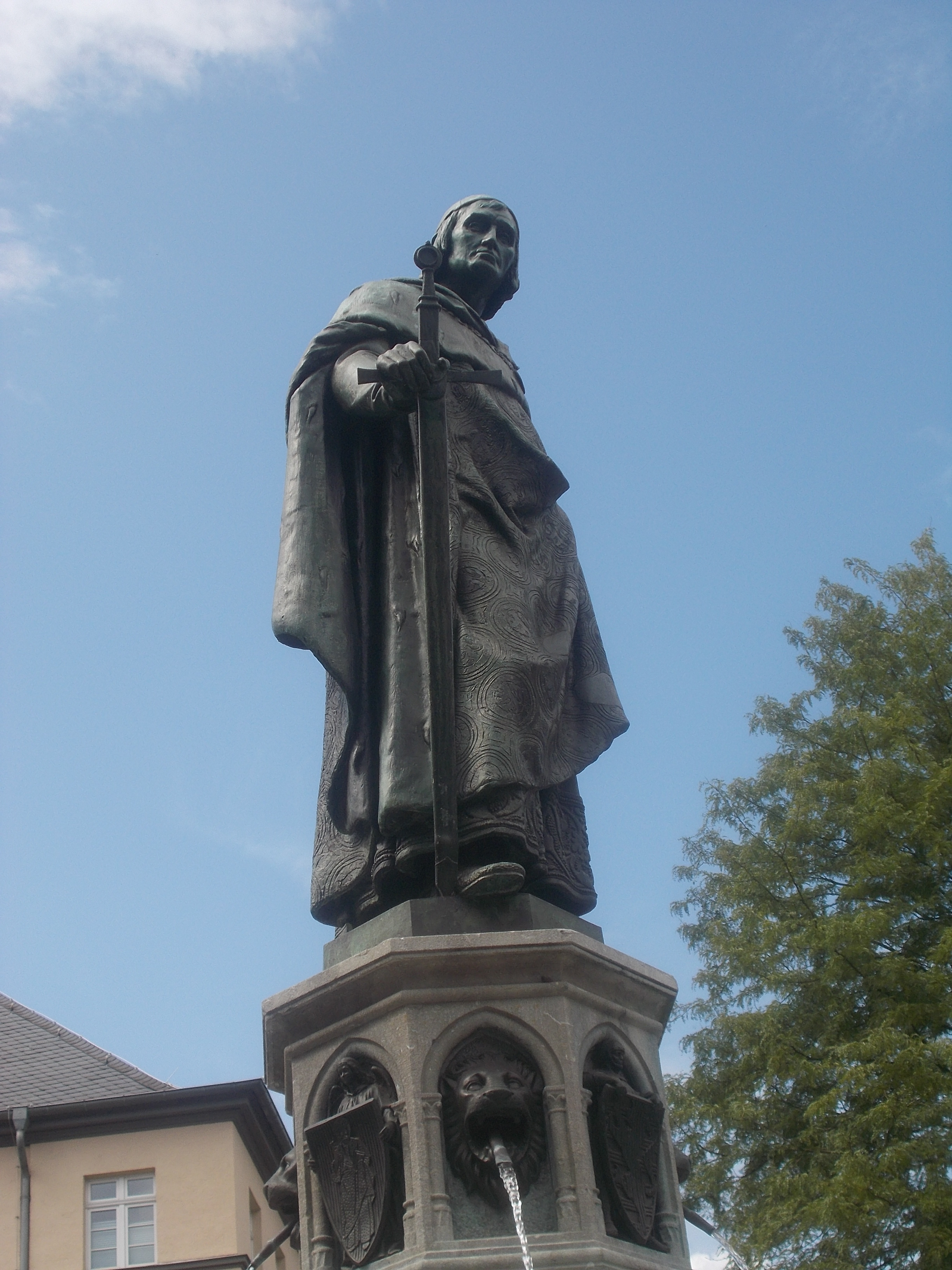
Kurfürst Balduin

Der Brunnen wurde am 18. Mai 1897 eingeweiht. Wasser lief aus juristischen Gründen jedoch erst einige Jahre später. Das Standbild entstand in der Quinter Eisenhütte nach einem Entwurf des Münchener Bildhauers und Bildgießers Ferdinand von Miller († 1887) als Bronzeguss. Die Steinmetzarbeiten führte Arnold Schüller aus. Der Bau kostete 25.000 Mark, also umgerechnet etwa 150.000 Euro. Das Geld ging aus Spenden von Trierer Bürgern hervor.
Zunächst gab es um den Brunnen eine kleine, runde Freifläche, die von einer Ringstraße umsäumt wurde, dem sogenannten Balduinsplatz. 1909 wurde der Brunnen in eine gärtnerische Anlage eingebettet.
1979/80 wurde bei der bislang vorletzten Brunnensanierung eine unregelmäßig ausschwingende Podestpflasterung angelegt, die das ehemals runde Podest aus Kalksteinplatten ersetzte. Von 2008 bis 2010 wurde der Brunnen für 210.000 Euro abermals saniert. Die Denkmalschutzbehörde förderte das Projekt mit 15.000 Euro. Seitdem läuft im Sommer wieder Wasser im Brunnen. Der komplette Brunnen war zur Restaurierung abgebaut und der Platz völlig neugestaltet worden. Zur Zeit der Restaurierung wurde die Statue zudem provisorisch durch eine Attrappe ersetzt.

## Konstruktion

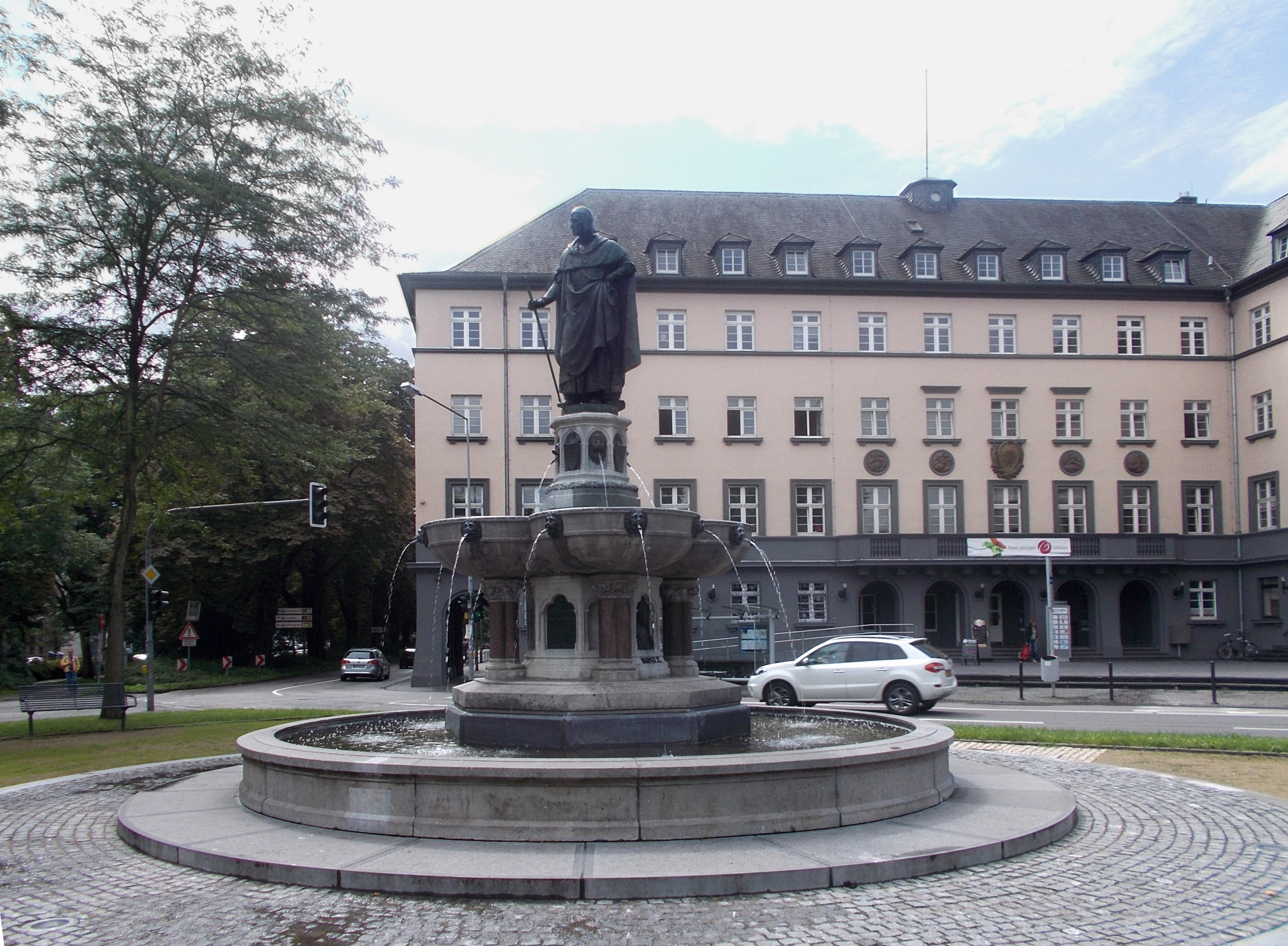
Balduinbrunnen

Der Brunnen ist im neuromanischen Stil zweistufig aus Kalkstein gebaut. In einem kreisrunden Bodenbecken erhebt sich ein achteckiger Sockel, auf dem der polygonale, nach oben sich mehrfach verjüngende Brunnenstock mit der Großplastik Balduins steht. Dem Brunnenstock sind im unteren Teil Vierpasssäulchen mit Marmorschäften vorgelagert. Sie stützen vierpassförmige Brunnenschalen mit bronzenen Löwenköpfen als Wasserspeier. Im Brunnenstock sind Reliefs, die unteren in Bronzeguss, eingearbeitet. Sie zeigen eine Inschrifttafel Kaiser Heinrichs VII. (Balduins Bruder) sowie Kurfürst Peter von Aspelt (in Trier geboren) und Dante Alighieri (Parteigänger Heinrichs VII. in der Auseinandersetzung zwischen Welfen und Ghibellinen). In den oberen Steinreliefs wechseln Löwenkopf-Wasserspeier mit Wappenschilden: Das Stadtwappen und das Wappen des Erzbistums Trier werden von Engeln gehalten; das Luxemburger Wappen mit dem Löwen sowie den Reichsadler flankieren zwei Krieger.